# Heinrich Liebe
Heinrich Liebe (29 de Janeiro de 1908 - 27 de Julho de 1997) foi um oficial da Kriegsmarine que serviu durante a Segunda Guerra Mundial.

## Biografia
Heinrich Liebe iniciou a sua carreira militar no mês de Abril de 1927, tendo servido no início de 1931 no navio Schleswig- Holstein, sendo transferido para a força U-Boot no mês de Setembro de 1935.
Comissionou o U-38 no mês de Outubro de 1938 sendo que foi neste U-Boot com que ele participou na Segunda Guerra Mundial, tendo realizado nove patrulhas de guerra, nas quais permaneceu 333 dias no mar e afundou 190 937 toneladas de embarcações inimigas. Uma de suas patrulhas mais bem sucedidas foi a última em que ele afundou 8 embarcações aliadas totalizando 47,279 toneladas nas águas de Freetown, Africa, sendo também durante esta patrulha condecorado com as Folhas de Carvalho.
Liebe deixou o comando do U-38 no mês de Julho de 1941 para após servir durante três anos como membro do staff no Alto Comando da Kriegsmarine (em alemão: Oberkommando der Kriegsmarine).
Após ter saído deste cargo, Liebe serviu no Staff do BdU (2. SKL, BdU op) desde o mês de Agosto de 1944 até o final da Segunda Guerra Mundial.

## Carreira

### Patentes
| 1 de Outubro de 1927  | Seekadett            |
| 1 de Abril de 1929    | Fähnrich zur See     |
| 1 de Junho de 1931    | Oberfähnrich zur See |
| 1 de Outubro de 1931  | Leutnant zur See     |
| 1 de Outubro de 1933  | Oberleutnant zur See |
| 1 de Outubro de 1936  | Kapitänleutnant      |
| 1 de Dezembro de 1941 | Korvettenkapitän     |
| 1 de Outubro de 1944  | Fregattenkapitän     |

### Condecorações
| 8 de Outubro de 1939   | Cruz de Ferro 2ª Classe            |
| 16 de Dezembro de 1939 | Badge de Guerra dos U-Boot 1939    |
| 6 de Abril de 1940     | Cruz de Ferro 2ª Classe            |
| 14 de Agosto de 1940   | Cruz de Cavaleiro da Cruz de Ferro |
| 10 de Junho de 1941    | Folhas de Carvalho                 |

### Patrulhas
|       | U-Boot | Partida     | Partida       | Chegada     | Chegada       | Dias     | Toneladas |
| ----- | ------ | ----------- | ------------- | ----------- | ------------- | -------- | --------- |
| 1     | U-38   | 19 Ago 1939 | Wilhelmshaven | 18 Set 1939 | Wilhelmshaven | 31 dias  | 16,698    |
| 2     | U-38   | 14 Nov 1939 | Wilhelmshaven | 16 Dez 1939 | Wilhelmshaven | 33 dias  | 13,269    |
| 3     | U-38   | 26 Fev 1940 | Wilhelmshaven | 5 Abr 1940  | Wilhelmshaven | 40 dias  | 15,849    |
| 4     | U-38   | 8 Abr 1940  | Wilhelmshaven | 27 Abr 1940 | Wilhelmshaven | 20 dias  |           |
| 5     | U-38   | 6 Jun 1940  | Wilhelmshaven | 2 Jul 1940  | Wilhelmshaven | 27 dias  | 30,353    |
| 6     | U-38   | 1 Ago 1940  | Wilhelmshaven | 3 Set 1940  | Lorient       | 34 dias  | 15,001    |
| 7     | U-38   | 25 Set 1940 | Lorient       | 24 Out 1940 | Lorient       | 30 dias  | 35,905    |
| 8     | U-38   | 18 Dez 1940 | Lorient       | 22 Jan 1941 | Lorient       | 36 dias  | 16,583    |
| 9     | U-38   | 9 Abr 1941  | Lorient       | 29 Jun 1941 | Lorient       | 82 dias  | 47,279    |
| Total | Total  | Total       | Total         | Total       | Total         | 333 dias | 190 937 t |

### Sucessos
- 34 navios afundados num total de 187,267 GRT[1]
- 1 navio danificado tendo 3,670 GRT

| Data        | U-Boot | Nome da Embarcação     | Toneladas | Nacionalidade |
| ----------- | ------ | ---------------------- | --------- | ------------- |
| 6 Set 1939  | U-38   | Manaar                 | 7,242     | britânico     |
| 11 Set 1939 | U-38   | Inverliffey            | 9,456     | britânico     |
| 7 Dez 1939  | U-38   | Thomas Walton          | 4,460     | britânico     |
| 11 Dez 1939 | U-38   | Garoufalia             | 4,708     | grego         |
| 13 Dez 1939 | U-38   | Deptford               | 4,101     | britânico     |
| 9 Mar 1940  | U-38   | Leukos                 | 216       | irlandês      |
| 17 Mar 1940 | U-38   | Argentina              | 5,375     | dinamarquês   |
| 21 Mar 1940 | U-38   | Algier                 | 1,654     | dinamarquês   |
| 21 Mar 1940 | U-38   | Christiansborg         | 3,270     | dinamarquês   |
| 26 Mar 1940 | U-38   | Cometa                 | 3,794     | norueguês     |
| 2 Abr 1940  | U-38   | Signe                  | 1,540     | finlandês     |
| 14 Jun 1940 | U-38   | Mount Myrto            | 5,403     | grego         |
| 15 Jun 1940 | U-38   | Erik Boye              | 2,238     | canadense     |
| 15 Jun 1940 | U-38   | Italia                 | 9,973     | norueguês     |
| 20 Jun 1940 | U-38   | Tilia Gorthon          | 1,776     | sueco         |
| 21 Jun 1940 | U-38   | Luxembourg             | 5,809     | belga         |
| 22 Jun 1940 | U-38   | Neion                  | 5,154     | grego         |
| 7 Ago 1940  | U-38   | Mohamed Ali El-Kebir   | 7,527     | britânico     |
| 11 Ago 1940 | U-38   | Llanfair               | 4,966     | britânico     |
| 31 Ago 1940 | U-38   | Har Zion               | 2,508     | britânico     |
| 1 Out 1940  | U-38   | Highland Patriot       | 14,172    | britânico     |
| 17 Out 1940 | U-38   | Aenos                  | 3,554     | grego         |
| 18 Out 1940 | U-38   | Carsbreck (danificado) | 3,670     | britânico     |
| 19 Out 1940 | U-38   | Bilderdijk             | 6,856     | holandês      |
| 19 Out 1940 | U-38   | Matheran               | 7,653     | britânico     |
| 27 Dez 1940 | U-38   | Waiotira               | 12,823    | britânico     |
| 31 Dez 1940 | U-38   | Valparaiso             | 3,760     | sueco         |
| 4 Mai 1941  | U-38   | Japan                  | 5,230     | sueco         |
| 5 Mai 1941  | U-38   | Queen Maud             | 4,976     | britânico     |
| 23 Mai 1941 | U-38   | Berhala                | 6,622     | holandês      |
| 24 Mai 1941 | U-38   | Vulcain                | 4,362     | britânico     |
| 29 Mai 1941 | U-38   | Tabaristan             | 6,251     | britânico     |
| 30 Mai 1941 | U-38   | Empire Protector       | 6,181     | britânico     |
| 31 Mai 1941 | U-38   | Rinda                  | 6,029     | norueguês     |
| 8 Jun 1941  | U-38   | Kingston Hill          | 7,628     | britânico     |
| Total       | Total  | Total                  | 190 937   |               |